# Episodi di Un videogioco per Kevin - Captain N
Questa è la lista degli episodi di Un videogioco per Kevin - Captain N. La serie è stata trasmessa per la prima volta negli Stati Uniti d'America sul canale televisivo NBC dal 9 settembre 1989 al 26 ottobre 1991.

## Prima stagione
| n° | Titolo originale                   | Titolo italiano           | Prima TV USA      | Prima TV Italia | Canzone                                  |
| -- | ---------------------------------- | ------------------------- | ----------------- | --------------- | ---------------------------------------- |
| 1  | Kevin in Videoland                 | Kevin a Videoland         | 9 settembre 1989  |                 | The Good, the Bad and the Ugly Shakedown |
| 2  | How's Bayou                        | Come va, Bayou?           | 16 settembre 1989 |                 | Born on the Bayou                        |
| 3  | The Most Dangerous Game Master     | Il Pericoloso Game Master | 23 settembre 1989 |                 | Thriller                                 |
| 4  | Videolympics                       | Videolimpiadi             | 30 settembre 1989 |                 | I Got You (I Feel Good)                  |
| 5  | Mega Trouble for Megaland          | Megaproblemi a Megaland   | 7 ottobre 1989    |                 | Danger Zone                              |
| 6  | Wishful Thinking                   | Desidera con cura         | 14 ottobre 1989   |                 | Shakedown                                |
| 7  | Three Men and a Dragon             | Nel mondo dei draghi      | 21 ottobre 1989   |                 | Isn't She Lovely?                        |
| 8  | Mr. and Mrs. Mother Brain          | Simon ama Perfidia        | 28 ottobre 1989   |                 | White Wedding                            |
| 9  | Nightmare on Mother Brain's Street | La mela stregata          | 4 novembre 1989   |                 | Bonanza                                  |
| 10 | Simon the Ape-Man                  | Simon perde la memoria    | 11 novembre 1989  |                 |                                          |
| 11 | In Search of the King              | Alla ricerca del Re       | 18 novembre 1989  |                 | Dancing with Myself                      |
| 12 | Metroid Sweet Metroid              | Metroid dolce Metroid     | 25 novembre 1989  |                 |                                          |
| 13 | Happy Birthday, Megaman            | Tanti auguri, Mega Man    | 2 dicembre 1989   |                 | Danger Zone Shake It Up                  |

## Seconda stagione
| n° | Titolo originale                   | Titolo italiano         | Prima TV USA      | Prima TV Italia |
| -- | ---------------------------------- | ----------------------- | ----------------- | --------------- |
| 1  | Gameboy                            | Gameboy                 | 8 settembre 1990  |                 |
| 2  | Queen of the Apes                  | Perfidia delle scimmie  | 22 settembre 1990 |                 |
| 3  | Quest For The Potion Of Power      | Il ritorno di Ganon     | 29 settembre 1990 |                 |
| 4  | The Trouble with Tetris            | I rischi di Tetris      | 13 ottobre 1990   |                 |
| 5  | The Big Game                       | Sognando la California  | 20 ottobre 1990   |                 |
| 6  | The Lost City of Kongoland         | La città perduta        | 10 novembre 1990  |                 |
| 7  | Once Upon a Time Machine           | La macchina del tempo   | 17 novembre 1990  |                 |
| 8  | The Feud Of Faxanadu               | Il feudo di Faxanadu    | 24 novembre 1990  |                 |
| 9  | Having a Ball                      | Triforza per tutti      | 1º dicembre 1990  |                 |
| 10 | The Trojan Dragon                  | Il drago d'oro          | 8 dicembre 1990   |                 |
| 11 | I Wish I Was A Wombatman           | Un finto eroe           | 15 dicembre 1990  |                 |
| 12 | The Invasion Of The Paper Pedalers | L'invasione di Paperboy | 22 dicembre 1990  |                 |
| 13 | Germ Wars                          | Video virus             | 29 dicembre 1990  |                 |
| 14 | When Mother Brain Rules            | Ritorno al passato      | 5 gennaio 1991    |                 |

## Terza stagione
| n° | Titolo originale                    | Titolo italiano                          | Prima TV USA      | Prima TV Italia |
| -- | ----------------------------------- | ---------------------------------------- | ----------------- | --------------- |
| 1  | Misadventures In Robin Hood Woods   | Disavventura nella foresta di Robin Hood | 14 settembre 1991 |                 |
| 2  | Return To Castlevania               | Ritorno a Castlevania                    | 21 settembre 1991 |                 |
| 3  | Pursuit Of The Magic Hoop           | Alla ricerca del cerchio magico          | 28 settembre 1991 |                 |
| 4  | Totally Tetrisized                  | Anche i muri parlano                     | 5 ottobre 1991    |                 |
| 5  | A Tale Of Two Dogs                  | I cani parlanti                          | 12 ottobre 1991   |                 |
| 6  | Battle Of The Baseball Know-It-Alls | Palle volanti al campo di Baseball       | 19 ottobre 1991   |                 |
| 7  | The Fractured Fantasy Of Captain N  | I sogni infranti di Capitan N            | 26 ottobre 1991   |                 |